# Zoria (obwód rówieński)
Zoria (ukr. Зоря) – wieś na Ukrainie, w obwodzie rówieńskim, w rejonie rówieńskim, nad Stubełką. Siedziba Zoriańskiej wiejskiej gromady. 

## Historia
Historia wsi sięga do przysiółków Smorżowskich. Według legendy w starożytności w tych miejscach znajdowały się gęste lasy, które obfitowały w grzyby smardzowate (ukr. сморжі) - uważa się, że od nich wzięła się nazwa przysiółków. W 1950 postanowiono połączyć przysiołki w jedną miejscowość o nazwie "Zoria". Historia wsi jest ściśle związana z Włodzimierzem Pliutyńskim, który w 1951 r. kierował powiększonym kołchozem im. Woroszyłowa. W drugiej połowie lat 50. na walnym zgromadzeniu kołchozu postanowiono zmienić nazwy przysiółków smorżowskich, które powoli przekształcały się w dużą, nowoczesną wieś. 12 czerwca 2020 roku wieś stała się siedzibą nowo utworzonej Zoriańskiej wiejskiej gromady (ukr. Зорянська сільська громада). Gromada obejmuje 14 wsi: Biliw, Derewjane, Dykiw, Hołyszcziw, Hrabiw, Nowostaw, Nowostaw-Dalni, Nowoszczukiw, Ołyszwa, Zastawja, Raduchiwka, Smorżiw, Starożukiw, Suchiwci i dawniej tworzyła gminę powiatową Zoria w północno-zachodniej części rejonu rówieńskiego.
Wieś Zoria znajduje się na krajowej szosie H22 Równe-Uściług w kierunku Łucka, na 18 kilometrze od centrum obwodu Równego. W 2001 roku wieś liczyła 5080 mieszkańców, wśród których 4998 wskazało jako ojczysty język ukraiński, 70 rosyjski, 1 mołdawski, 1 białoruski, 1 polski, a 9 inny. We wsi znajduje się rada wiejska Zorii, która jest centrum administracyjnym wielu okolicznych wsi. W 2001 roku wieś liczyła 5080 mieszkańców.